# Abdallah Tebib
Abdallah Tebib, né le 22 février 1898 à Constantine et mort le 20 janvier 1969 à Villeneuve-lès-Béziers, est un homme politique français.

## Décorations
- Croix de guerre.
- Officier de la Légion d’honneur.